# Továrna Van Nelle
Továrna Van Nelle (nizozemsky Van Nellefabriek) se nachází v severní části Rotterdamu na břehu kanálu Delfshavense Schie. Jedná se o jedinečný příklad a „výkladní skříň“ moderní architektury z 20. let 20. století. Autorem stavby je architekt Leendert van der Vlugt, od roku 2014 stavba figuruje na seznamu světového kulturního dědictví UNESCO. Vybudována byla pro firmu Van Nelle, která zde vyráběla tabákové výrobky, kávu a čaj.

## Historie
Stavba byla navržena na žádost Keese van der Leeuwa, jednoho z majitelů továrny na zpracování tabáku, kávy a čaje. Přál si postavit moderní, světlou a vzdušnou továrnu amerického stylu, kde by se zaměstnancům dobře pracovalo. Architekt Leendert van der Vlugt z architektonické kanceláře Brinkman & Van der Vlugt spolu se stavebním inženýrem J.G. Wiebengou vypracovali v letech 1925–1926 projekt funkcionalistického komplexu budov s prvky konstruktivismu. Stavbu, která byla dokončena v roce 1931, navštívil v roce 1932 architekt Le Corbusier a nazval ji „čistou stavbou“ a „příkladem moderní architektury“.

## Situační plán
Centrální blok dlouhý 230m a hluboký 19m tvoří tří na sebe navazující tovární budovy. Na jižní straně bloku je situována budova ředitelství, která jednou stranou fasády kopíruje oblouk komunikace uvnitř objektu. Největší a nejvyšší ze tří budov, továrna na tabák, má 8 pater. Tovární budovy jsou spojeny s protilehlou, nižší expediční budovou prosklenými tubusy, které jsou charakteristickým prvkem stavby. Komplex doplňují na straně expediční budovy menší stavby skladu a kotelny, umístěné podél kanálu Delfshaven.

## Popis stavby
Jako konstrukční systém byly použity železobetonové sloupy s hřibovými hlavicemi, umožňující prosklení celé fasády a použití tenkých bezprůvlakových stropních desek. Fasáda je tvořena horizontálními typizovanými skleněnými panely 1  0,5 m (stejné se používaly v holandských sklenících). Z linie fasády mírně vystupují tři vertikální schodišťové bloky. Nejvyšší z nich vede na vrchol továrny na tabák, kde je umístěna tzv.
„Čajovna“ s výhledem na střed města, továrnu a její okolí.
Původní projekt předpokládal vedle expediční budovy ještě druhou, ta ale nebyla z ekonomických důvodů postavena. Z tohoto důvodu musela být továrna na tabák propojena se stávající expediční budovou dvěma prosklenými tubusy, vedenými diagonálně. Tím zároveň vznikl architektonický prvek, typický pro celý komplex.
V interiérech jasných barev byly použity různé technické novinky, např. světle šedé dřevěné žaluzie, samozavírací dveře a v hygienických zařízeních smaltovaná umyvadla a zavěšené toalety.

## Rekonstrukce 1999 – 2006
V továrně se později vyráběly žvýkačky, cigarety, instantní potraviny a rýže. V roce 1996 byla výroba ukončena. Nový majitel přišel s návrhem přebudovat objekt na „Kreativní továrnu Van Nelle“ (angl. Van Nelle Factory, hol. Van Nelle Ontwerpfabriek), kde by se nacházely architektonické kanceláře, designová studia, školící a výstavní prostory a společenské sály.
Na návrhu rekonstrukce se podílelo několik architektonických kanceláří pod vedením architekta Wessela de Jonge, specializujícího se na rekonstrukce funkcionalistických památek (sanatorium Zonnestraal). Vzhledem k tomu, že se jednalo o národní kulturní památku, usilující o zapsání na seznam UNESCO, bylo rozhodnuto zachovat autentičnost celkového designu s ohledem na funkčnost.
Kritéria na provoz kanceláří, bez většího zásahu do fasády, se podařilo splnit systémem „box in box“. Izolace vnitřních prostorů byla zajištěna vybudováním nové stěny z hliníkových a skleněných panelů. Na severovýchodní straně byla stěna posunuta dovnitř budovy, čímž vznikl dlouhý koridor, na jihozápadní straně je stěna posunuta až do linie žaluzií. Použití tenkých stropních desek při maximální konstrukční výšce, umožnilo vestavbu mezipater.
Nově byly zhotoveny betonové podlahy s vloženými kabely topení a ventilace.
Expediční hala, osvětlená pouze střešním průhledem byla nově opatřena fasádou z dvojitého izolačního skla a byl zachován její původní ráz skladového prostoru. Původní sklady prošly pouze rekonstrukcí skeletů, sanitárních zařízení a instalací. Zachována zůstala budova technických služeb, kde bývaly dílny a požární stanice.
Budova ústředí v jižní části komplexu byla renovována na počátku 90. let a slouží dále k administrativním účelům.

## Nové využití
Přebudování původně průmyslového objektu ke kulturnímu a komerčnímu využití si vyžádala 50 mil. EUR. Zrestaurované budovy mohou poskytnout zázemí pro 70 – 100 malých a středně velkých firem z oboru kreativního průmyslu. Přízemí továren je určeno pro různé společenské akce a výstavy. V nižších patrech budov jsou prostory pro nájem, ve vyšších patrech jsou kanceláře a menší studia. Rekonstruované sklady jsou určeny pro výrobní provozy a designová studia.
Problémem zůstávají vysoké náklady na údržbu celého komplexu, které je třeba pokrýt z nájmů; budoucnost Kreativní továrny Van Nelle je proto nejistá.
V roce 2015 byla Továrna Van Nelle zařazena na seznam Top 25 Most Beautiful Factories in the World.

## Fotogalerie

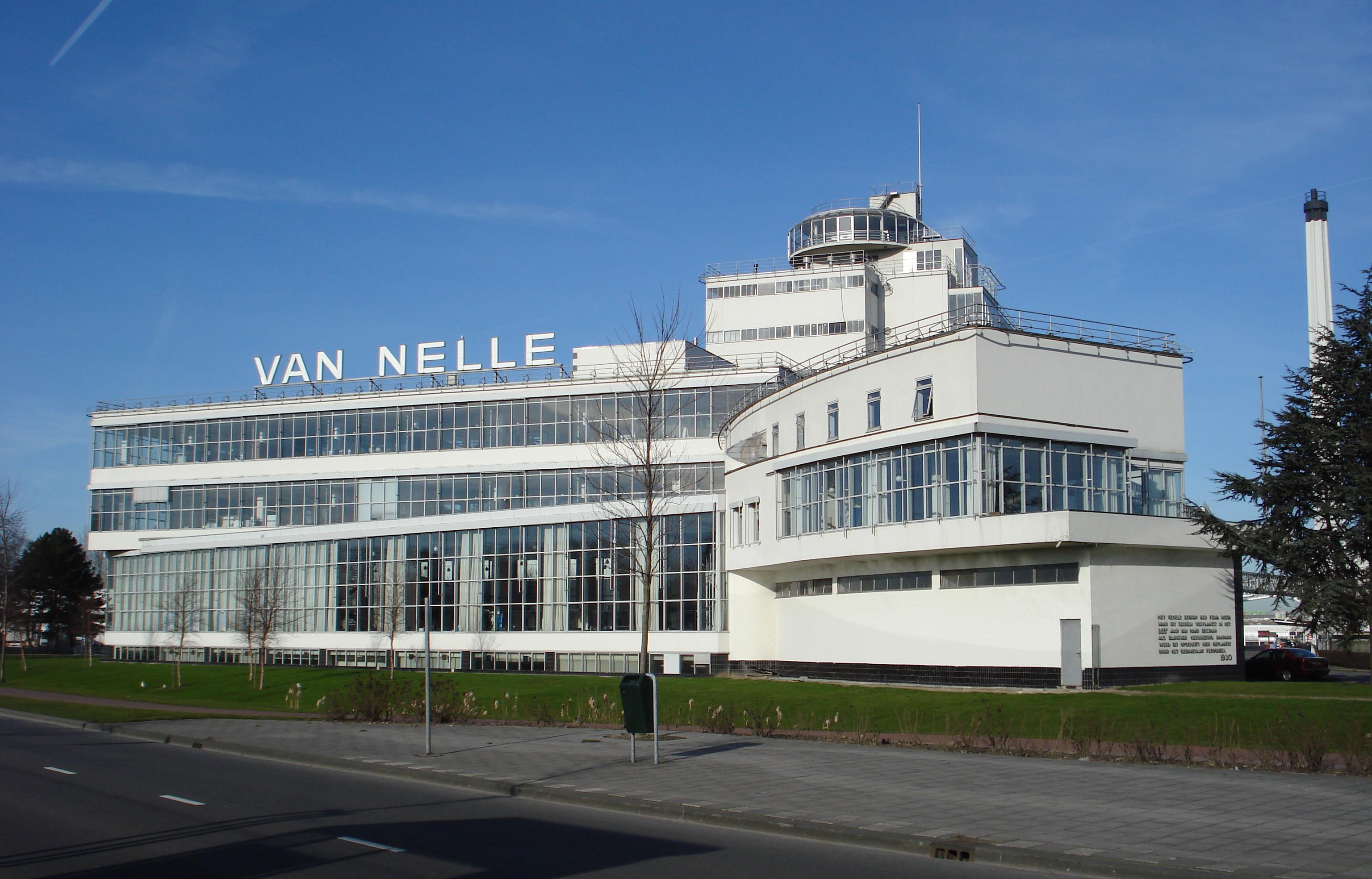
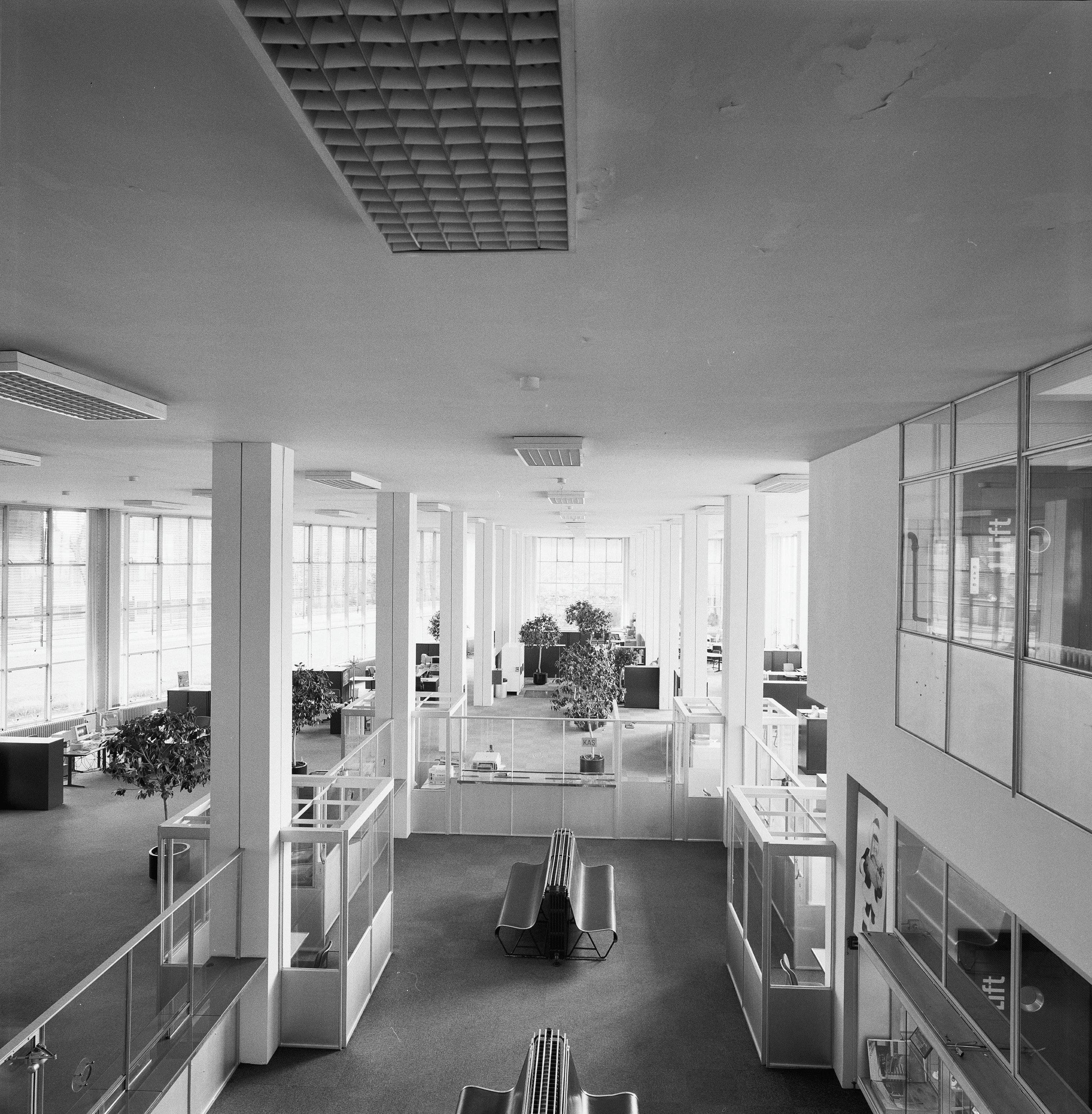
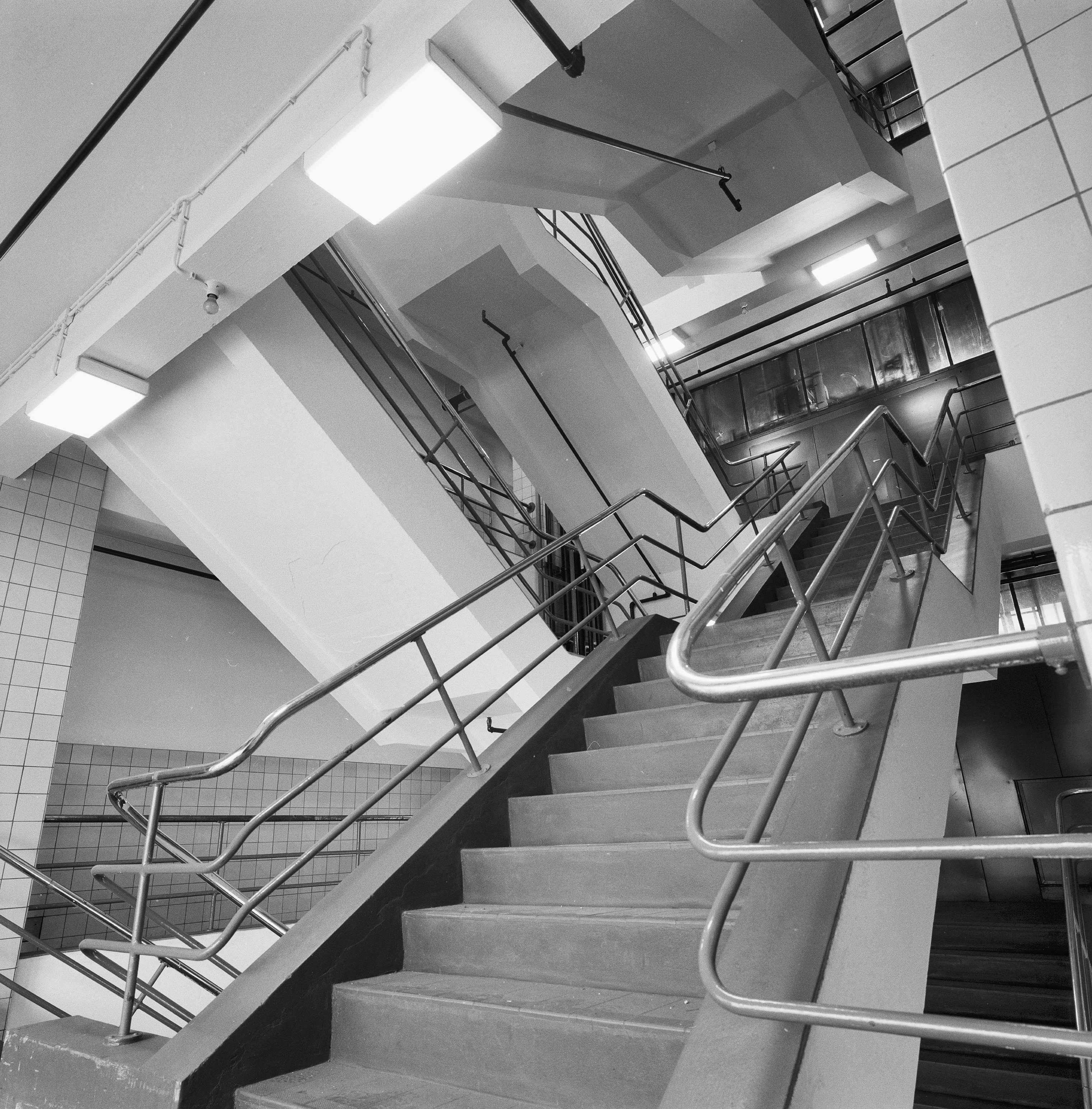
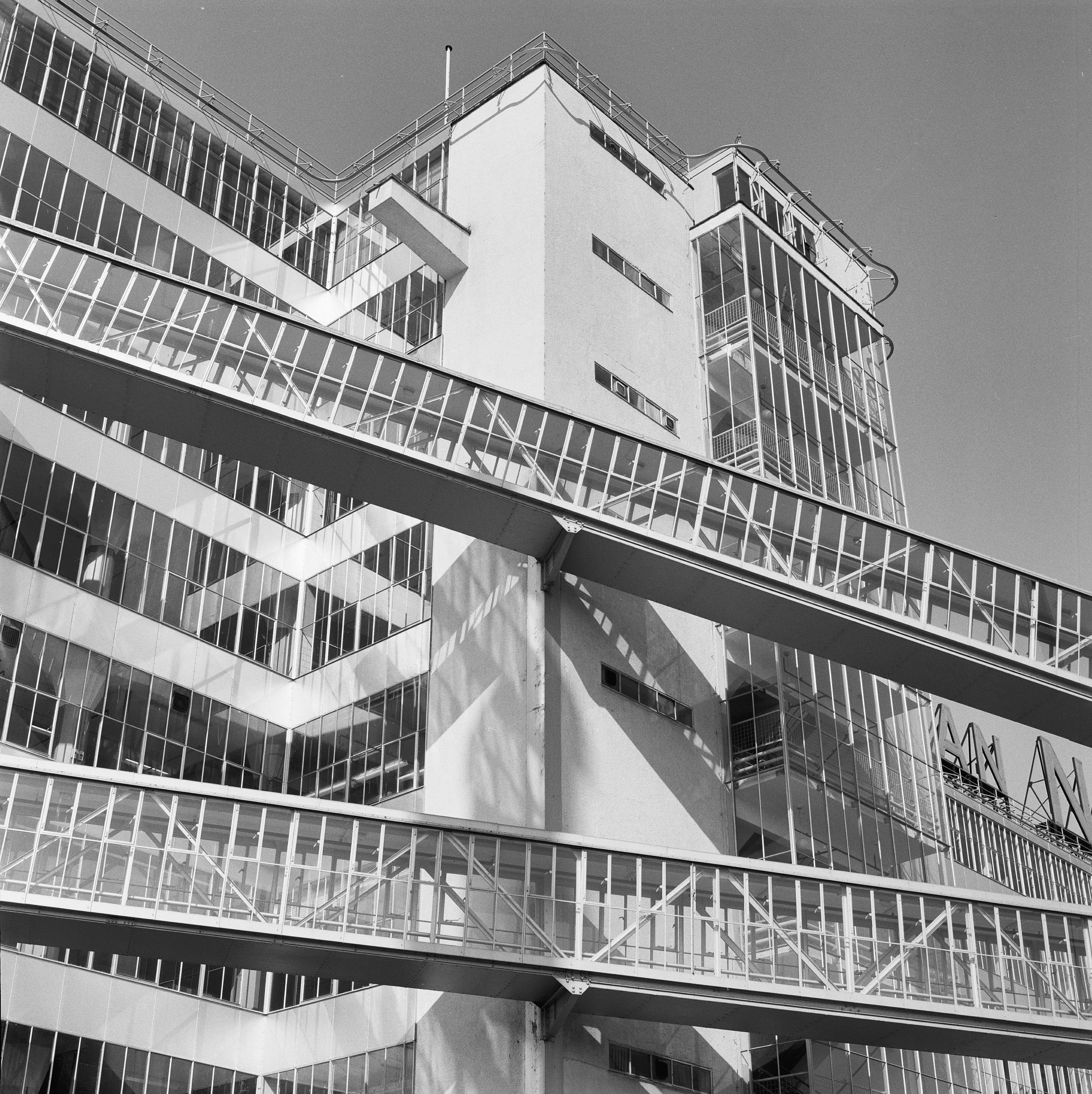
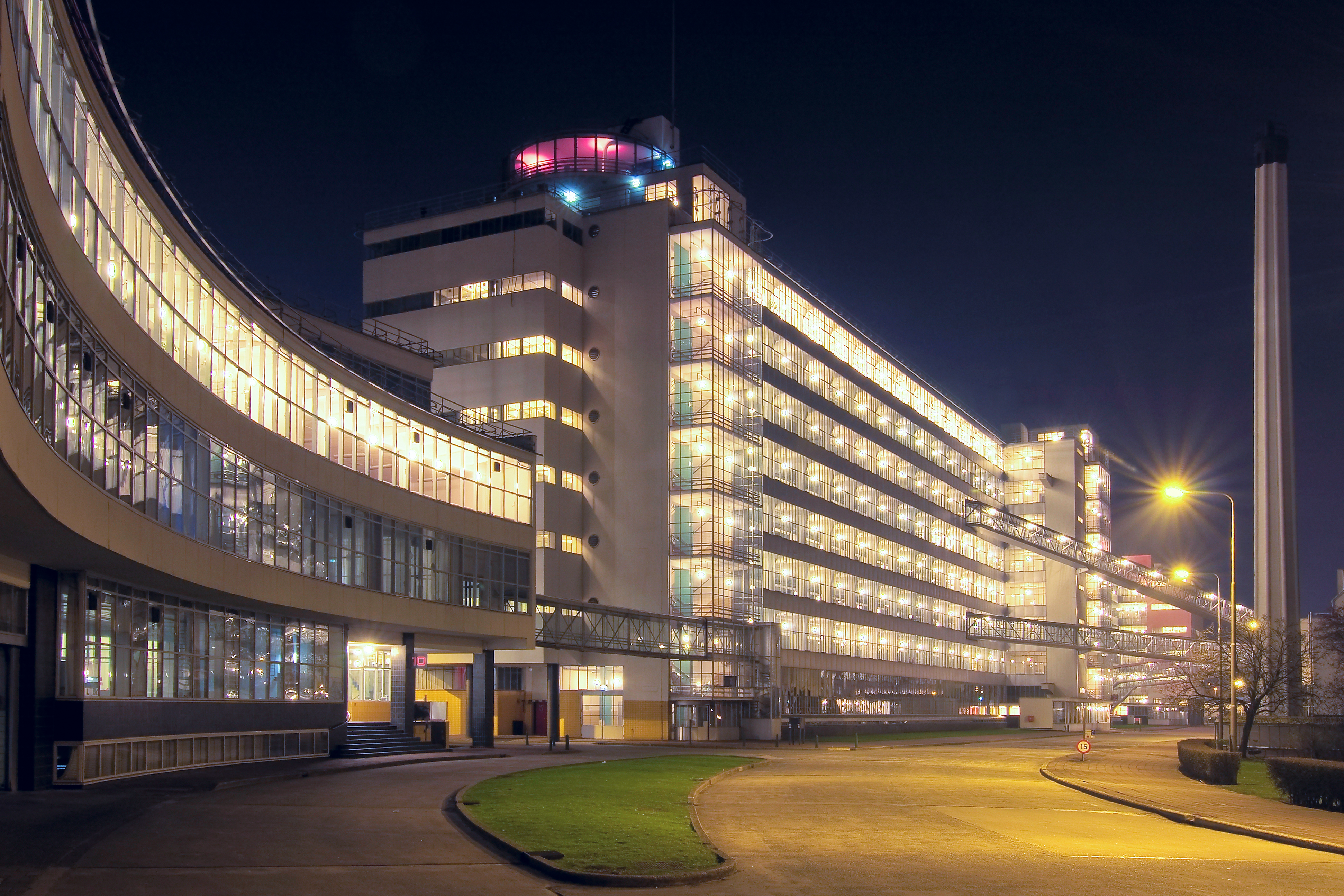